# 山东华源矿难
山东华源矿难，为2007年8月17日发生于山东新泰新汶的一起矿难事故。华源煤矿溃水淹井，172人死亡。以及附近新泰市名公煤矿，9人死亡。事故共造成181人死亡。
這起地表水潰入井下的華原煤礦事故在当日下午2時30分許發生，事發時井下共有756人作業，584人安全升井，被困人數為172人。同日晚上8時45分，新泰市名公煤礦同樣因為洪水泛濫發生淹水，事發時井下95名礦工，有86人安全升井，9人被困。后经抢救无效，181名矿工全部死亡。

## 相关
- 2007年中国矿难列表